# ビブラトーンズFUN
『ビブラトーンズFUN』（-ファン、Vibra-Tones Fun）は、1988年（昭和63年）10月21日に発売された日本のアルバムである。近田春夫&ビブラトーンズ（のちのビブラトーンズ）の初のベスト・アルバムである。

## 概要・略歴
1984年（昭和59年）1月のビブラトーンズ解散以来では4年9か月ぶり、1982年（昭和57年）11月21日にリリースされたビブラトーンズ最後の音源『VIBRA-ROCK』以来では5年11か月ぶりに発売された、初めてのベスト盤であり、アナログ盤からの初めてのCD化である。
本アルバムリリース当時、近田春夫はすでに人力ヒップホップビッグバンド「近田春夫&ビブラストーン」（のちのビブラストーン）を結成してライヴ活動をおこなっており、当時の「ビブラトーンズ」のメンバーのうち、岡田陽助はこれに参加していた。福岡ユタカ、矢壁アツノブ、ホッピー神山は「ビブラトーンズ」解散前に結成したPINKとしての活動の後半におり、横山英規はPINKの多くのレコーディングにサポートとして参加しており、窪田晴男は「パール兄弟」として活動をしていた時期であった。
収録された音源は、フルアルバム『ミッドナイト・ピアニスト』（1981年）とシングル『金曜日の天使』（同年）、ミニアルバム『VIBRA-ROCK』、および未発表曲『ほうれん草サラダ』である。本アルバムは、2002年（平成14年）4月20日、おなじく日本コロムビアから再発売され、2008年（平成20年）8月20日には株式会社ユースから再発売されたが、この2008年盤には『AOR大歓迎』が収録されていない。
1988年の本アルバムリリース当時に未発表音源だった『ほうれん草サラダ』は、ミニアルバム『VIBRA-ROCK』のレコーディング当時にレコーディングされたものである。

## 収録曲

### オリジナル盤
1. ハイソサエティ
  - 作詞・作曲近田春夫、編曲近田春夫&Vibra-Tones
2. Soul Life
  - 作詞近田春夫、作曲福岡裕、編曲近田春夫&Vibra-Tones
3. 真夜中のピアニスト
  - 作詞・作曲近田春夫、編曲近田春夫&Vibra-Tones
4. ほんとはジェントルマン
  - 作詞・作曲近田春夫、編曲近田春夫&Vibra-Tones
5. ソファーベッド・ブルース
  - 作詞近田春夫、作曲福岡裕、編曲近田春夫&Vibra-Tones
6. 昼下りの微熱
  - 作詞近田春夫、作曲窪田晴男、編曲近田春夫&Vibra-Tones
7. どしゃぶりハイウェイ
  - 作詞・作曲近田春夫、編曲近田春夫&Vibra-Tones
8. 夢のしずく
  - 作詞近田春夫、作曲窪田晴男、編曲近田春夫&Vibra-Tones
9. 恋のシルエット
  - 作詞・作曲近田春夫、編曲近田春夫&Vibra-Tones
10. 金曜日の天使
  - 作詞近田春夫、作曲福岡裕、編曲近田春夫&Vibra-Tones
11. 区役所
  - 作詞・作曲・編曲ビブラトーンズ
12. 恋の晩だな
  - 作詞・作曲・編曲ビブラトーンズ
13. 地球の片隅で (砂漠編)
  - 作詞・作曲・編曲ビブラトーンズ
14. AOR大歓迎
  - 作詞・作曲・編曲ビブラトーンズ
15. ほうれん草サラダ
  - 作詞近田春夫、作曲福岡裕、編曲ビブラトーンズ

- 1.-9. - アルバム『ミッドナイト・ピアニスト』
- 10. - シングル『金曜日の天使』
- 11.-14. - ミニ・アルバム『VIBRA-ROCK』
- 15. - 未発表音源

### 2008年盤
1. ハイソサエティ
2. Soul Life
3. 真夜中のピアニスト
4. ほんとはジェントルマン
5. ソファーベッド・ブルース
6. 昼下りの微熱
7. どしゃぶりハイウェイ
8. 夢のしずく
9. 恋のシルエット
10. 金曜日の天使
11. 区役所
12. 恋の晩だな
13. 地球の片隅で (砂漠編)
14. ほうれん草サラダ

- 『AOR大歓迎』が収録されていない。

## 関連事項
- 1988年の音楽
- ミッドナイト・ピアニスト
- 金曜日の天使
- VIBRA-ROCK